# Астелиевые
Астелиевые (Asteliaceae) — семейство однодольных растений, помещаемое в порядок спаржецветные (Asparagales).
Семейство было признано систематиками лишь в недавнее время. Система классификации цветковых растений APG III по версии 2009 года (изменившаяся по сравнению с версиями 1998 и 2003 года) признает это семейство. К астелиевым относят несколько родов, содержащие несколько десятков видов, произрастающих в Южном полушарии.

## Таксономия
По данным базы данных World Checklist of Selected Plant Families Королевских ботанических садов Кью, в семействе выделяют следующие роды:
- Astelia Banks & Sol. ex R.Br.
- Collospermum Skottsb.
- Milligania Hook.f.
- Neoastelia J.B.Williams